# Idaea robiginata
Idaea robiginata is een vlinder uit de familie spanners (Geometridae). De wetenschappelijke naam is voor het eerst geldig gepubliceerd in 1863 door Staudinger.
De soort komt voor in Europa.